# Teresa Christoforowna Margulowa
Teresa Christoforowna Margulowa (Marguljanz) (russisch Тереза Христофоровна Маргулова; * 1. Augustjul. / 14. August 1912greg. in Baku; † 4. Juli 1994 in Moskau) war eine sowjetische Kraftwerk- und Kerntechnik-Ingenieurin und Hochschullehrerin armenischer Herkunft.

## Leben
Margulowa studierte in Baku am Aserbaidschanischen Industrie-Institut mit Abschluss 1934. Anschließend arbeitete sie in Projekten in Baku, Leningrad und Moskau.
1940 begann Margulowa die Aspirantur im Moskauer Energetischen Institut (MEI) bei Michail Adolfowitsch Styrikowitsch, die sie mit Verteidigung ihrer Kandidat-Dissertation abschloss. 1942 wurde sie Mitglied der KPdSU. Sie war Assistentin am MEI und wurde 1951 nach Verteidigung ihrer Doktor-Dissertation zur Doktorin der technischen Wissenschaften promoviert. 1953 wurde sie Professorin des Lehrstuhls für Wasserchemie-Regimes von Wärmekraftwerken des MEI.
Margulowas Arbeitsschwerpunkte waren die Wirkungsgradsteigerung der Wärmekraftwerke und die Einstellung des optimalen Wasserchemie-Regimes für Dampfkesselanlagen. Sie entwickelte eine Theorie der Wasserlösung mit der Bildung von Komplexonen für die chemische Reinigung der Oberflächen der Dampferzeuger. Ihre Ergebnisse fanden Anwendung in den Kernkraftwerken Leningrad und Tschernobyl, im Atomeisbrecher Lenin und anderen atomkraftgetriebenen Schiffen, im Wärmekraftwerk Kostroma und anderen Kraftwerken.
Ab 1956 bildete Margulowa im MEI Spezialisten für Kernenergie aus. Auf ihre Initiative wurde im MEI der Lehrstuhl für Kernkraftwerke gegründet, den sie bis 1970 leitete. Hier studierten Ingenieure aus allen Republiken der UdSSR und aus dem Ausland. Unter ihrer Leitung entstanden etwa 70 Kandidat-Dissertationen und 6 Doktor-Dissertationen. In ihren letzten Jahren arbeitete sie an einer Enzyklopädie der Kerntechnik, die nicht mehr realisiert wurde.
Margulowa war in zweiter Ehe verheiratet mit Wjatscheslaw Alexejewitsch Golubzow. Auch ihr Sohn und ihr Enkel studierten und arbeiteten im MEI.
2006 wurde im MEI eine Margulowa-Gedenktafel für die Gründerin des Lehrstuhls für Kernkraftwerke eingeweiht.

## Ehrungen, Preise
- Leninorden
- Ehrenzeichen der Sowjetunion
- Staatspreis der UdSSR (1971 für das Lehrbuch über Kernkraftwerke,[5] 1978 für die wissenschaftlichen Entwicklungen für die Kraftwerkstechnik und deren Einführung in die Anwendung)[2]
- Ehrendoktor der Technischen Universität Budapest (1976)[2]
- Verdiente Wissenschaftlerin und Technikerin der RSFSR (1981)[2]
- Ehrendoktor der Ingenieur-Hochschule Zwickau (1986)[2]
- Ehrenmitglied der International Academy of Engineering (1993)[2][7]